# RS-853
Pour les articles homonymes, voir Route 853.
La RS 853 est une route locale du Sud-Ouest de l'État du Rio Grande do Sul qui relie la RS-634 au district de Três Vendas de la municipalité de Dom Pedrito, à l'intérieur des terres de celle-ci, en direction de l'Uruguay (sud-ouest). Elle dessert cette seule commune, et est longue de 16,500 km.